# Ерин, Виктор Фёдорович
Ви́ктор Фёдорович Е́рин (17 января 1944, Казань — 19 марта 2018, Москва) — советский и российский государственный деятель. Первый заместитель министра внутренних дел РСФСР (февраль—сентябрь 1991). Первый заместитель министра внутренних дел СССР (сентябрь-декабрь 1991). Министр внутренних дел Российской Федерации (1992—1995), один из основных участников октябрьских событий 1993 года. Заместитель директора Службы внешней разведки Российской Федерации (1995—2000). Генерал-полковник внутренней службы (1992), генерал армии (1993). Герой Российской Федерации (1993).

## Биография
В 1960—1964 годах работал слесарем-инструментальщиком на авиационном заводе им. Горбунова.

### Образование
В 1967 году с отличием окончил Казанский филиал Елабужской средней школы милиции. В 1973 году с отличием окончил Высшую школу МВД СССР.

### Работа в МВД
Службу в органах внутренних дел начал в 1964 году участковым уполномоченным Ленинского РОООП, г. Казань. Затем служил в органах внутренних дел Татарстана в должностях от оперативного уполномоченного до начальника Управления уголовного розыска МВД Татарской АССР (последний пост занимал с 1980 по 1983 год), принимал участие в расследовании тяжких преступлений, разоблачении особо опасных преступных групп. С 1980 по 1981 год находился в служебной командировке в Афганистане.
В 1983—1988 годах — начальник 8-го отдела Главного управления по борьбе с хищениями социалистической собственности и спекуляцией МВД СССР.
В 1988—1990 годах — первый заместитель министра внутренних дел Армянской ССР.
С 26 октября 1990 года по 23 февраля 1991 года — заместитель министра внутренних дел РСФСР — начальник службы криминальной милиции.
С 23 февраля по 27 сентября 1991 года — первый заместитель министра внутренних дел РСФСР — начальник службы криминальной милиции.
В мае 1991 года стал одним из первых высших руководителей МВД, который вышел из КПСС.
22 августа 1991 года, будучи первым заместителем министра внутренних дел РСФСР, вместе с председателем КГБ РСФСР Виктором Иваненко, заместителем генпрокурора России Евгением Лисиным и бывшим вице-премьером российского правительства Григорием Явлинским принимал участие в аресте министра внутренних дел СССР Бориса Пуго. По официальной версии, за несколько часов до приезда группы ареста Пуго и его жена застрелились. Также принимал участие в арестах премьер-министра СССР В. Павлова и председателя Верховного Совета СССР А. Лукьянова.
5 сентября 1991 года был назначен первым заместителем министра внутренних дел СССР, сменив на этом посту Бориса Громова.
Был одним из главных инициаторов и разработчиков Указа Президента РСФСР Б. Н. Ельцина об образовании Министерства безопасности и внутренних дел (МБВД) от 19 декабря 1991 года, который через неделю после подписания вызвал протест со стороны Верховного Совета РСФСР и был отменен Конституционным судом Российской Федерации в январе 1992 года, поскольку противоречил Конституции РСФСР.

### Работа на посту министра внутренних дел России (1992—1995)
В январе 1992 года назначен министром внутренних дел России. 9 мая 1992 года произведён в генерал-полковники внутренней службы.
В ноябре 1992 года возглавил оперативный штаб по восстановлению правопорядка в районе ингушско-осетинского конфликта. По утверждению бывшего председателя Госкомитета РСФСР по национальной политике Валерия Тишкова, в тот момент, Ерин признавался в неспособности влиять на ситуацию.
23 декабря 1992 года, при формировании нового состава Совета Министров, Ерин был переназначен главой МВД.
Андрей Дунаев, работавший у Ерина первым заместителем, утверждал, что в мае 1993 года тот от него требовал физической ликвидации лидера «Трудовой России» Виктора Анпилова.
23 июля 1993 года Верховный Совет Российской Федерации, по результатам отчёта парламентской комиссии по расследованию событий 1 мая 1993 года в г. Москве, предложил президенту России Б. Н. Ельцину рассмотреть вопрос об отставке Ерина с поста министра. Однако Ельцин не подписал соответствующий указ.
12 сентября 1993 года Ерин поддержал проект указа Президента Российской Федерации № 1400 о роспуске Съезда народных депутатов и Верховного Совета, который через 9 дней был подписан президентом Б. Н. Ельциным. Конституционный суд объявил этот указ антиконституционным. Поэтому 22 сентября указом утвержденного Верховным Советом и. о. президента Александра Руцкого за поддержку указа о роспуске Съезда и парламента Ерин был освобожден от должности министра внутренних дел. Однако, Ерин не подчинился данному решению и продолжил руководить МВД, выполняя указания Ельцина.
23 сентября Ерин ввел в Москву внутренние войска и часть дивизии особого назначения им. Ф. Э. Дзержинского. Подписал приказ для сотрудников МВД, охранявших Верховный Совет, согласно которому в случае добровольного выхода из состава охраны Верховного Совета им гарантировались трудоустройство, решение материальных вопросов и обеспечение льгот. На следующий день отдал распоряжение организовать строгую блокаду «Белого дома» силами сотрудников милиции.
1 октября 1993 года (за несколько дней до разгона Верховного Совета танками) указом Ельцина ему было присвоено воинское звание генерала армии.
Принял активное участие в октябрьских событиях по вооружённому подавлению противников Бориса Ельцина из числа сторонников Съезда народных депутатов и Верховного Совета 3-4 октября. В частности, подразделения МВД России, подчинённые Ерину, разгоняли митинги оппозиции, участвовали в осаде и штурме здания Верховного Совета России 4 октября. 7 октября получил за это звание Героя Российской Федерации. В тот же день в МВД состоялась пресс-конференция Виктора Ерина и командующего внутренними войсками Анатолия Куликова. В ходе этой пресс-конференции журналистам сообщили, что из здания Верховного Совета было вывезено 49 трупов.
20 октября 1993 года назначен членом Совета Безопасности Российской Федерации.
С декабря 1994 года по январь 1995 года руководил действиями подразделений и органов МВД России на территории Чеченской Республики.
10 марта 1995 года Государственная Дума выразила недоверие В. Ф. Ерину. 30 июня 1995 года после провала освобождения заложников в Будённовске указом Ельцина освобожден от должности министра внутренних дел с формулировкой «по собственной просьбе».

### Дальнейшая деятельность
В 1995—2000 годах — заместитель директора Службы внешней разведки Российской Федерации.
В 1999—2001 годах — советник председателя Центрального банка Российской Федерации.
С 2001 года находился на пенсии.
18 июня 2005 года на общем собрании акционеров был избран в состав совета директоров ОАО «Мотовилихинские заводы».
Ерин отрицательно относился к идее преобразования Внутренних войск МВД России в части национальной гвардии, считая, что данные войска способны результативно выполнять свои функции и нет никакой необходимости превращать их в подразделения гвардейцев.
Умер 19 марта 2018 года на 75-м году жизни в Москве. Похоронен на Троекуровском кладбище.

## Семья и личная жизнь
Был женат, имел двоих детей:
- сын Леонид (род. 1971)[33] — офицер, служит в ФСО России[22].
- дочь Надежда.

Увлекался альпинизмом, рыбалкой и охотой.

## Награды
- Герой Российской Федерации (7 октября 1993 года) — за мужество и героизм, проявленные при пресечении вооруженной попытки государственного переворота 3-4 октября 1993 года в Москве[34]
- Орден Красной Звезды
- Медали
- Благодарность Президента Российской Федерации (14 августа 1995 года) — за активное участие в подготовке и проведении празднования 50-летия Победы в Великой Отечественной войне 1941—1945 годов[35]

## Киновоплощения
- Сергей Сосновский в документальном фильме «Завтра всё будет по-другому» (2009).